# Liste der Gerichte der Freien Hansestadt Bremen
Die Liste der Gerichte der Freien Hansestadt Bremen dient der Aufnahme der Gerichte der Freien Hansestadt Bremen.
|                             | Obere Landesgerichte                                                               | Untere Landesgerichte                                                         |
| Verfassungsgerichtsbarkeit  | Staatsgerichtshof der Freien Hansestadt Bremen                                     |                                                                               |
| Ordentliche Gerichtsbarkeit | Hanseatisches Oberlandesgericht Bremen                                             | Landgericht Bremen \| Amtsgerichte Bremen \| Bremen-Blumenthal \| Bremerhaven |
| Arbeitsgerichtsbarkeit      | Landesarbeitsgericht Bremen                                                        | Arbeitsgericht Bremen-Bremerhaven                                             |
| Finanzgerichtsbarkeit       | Finanzgericht Bremen                                                               |                                                                               |
| Sozialgerichtsbarkeit       | Landessozialgericht Niedersachsen-Bremen (in Celle) (für Niedersachsen und Bremen) | Sozialgericht Bremen                                                          |
| Verwaltungsgerichtsbarkeit  | Oberverwaltungsgericht der Freien Hansestadt Bremen                                | Verwaltungsgericht der Freien Hansestadt Bremen                               |